# Mario Abramovich
Mario Abramovich   (Argentina, 31 d'octubre de 1926 - Buenos Aires, 1 de desembre de 2011) va ser un violinista i compositor argentí, considerat una figura important vinculada a la música del tango.
Va actuar des de jove com a violinista amb excel·lents figures del tango en conjunts prestigiosos dedicats al gènere i ha compost peces.
Va ser membre del grup Sexteti Mayor des de la seva fundació el 1973, fins a la seva mort el 2014.

## Carrera
Quan Abramovich tenia sis anys, va estudiar violí amb Martin Llorca i després va guanyar un concurs i es va convertir en violinista en el Teatro Colón. El 1943 va començar la seva relació amb el tango. Va treballar com a primer violí amb Osvaldo Fresedo, Miguel Caló i Argentino Galván, es va unir a l'orquestra d'Héctor Varela durant 23 anys i va fer enregistraments amb Juan d'Arienzo i Aníbal Troilo.
El 1987, Abramovich va realitzar l'àlbum en solitari de Bryan Ferry Bête Noire. Va aparèixer en l'àlbum Selecció Nacional de Tango En Vivou El 2005.